# Ventura Vitoni
Ventura Vitoni (Pistoia, 20 agosto 1442 – Pistoia, 15 gennaio 1522) è stato un architetto italiano.
Fu attivo a Pistoia prima come falegname, intarsiatore del legno e carpentiere, e solo successivamente come architetto. Le sue opere principali furono la chiesa della Madonna dell'Umiltà, 1494-1522, e quella di San Giovanni Battista, 1487-1513.

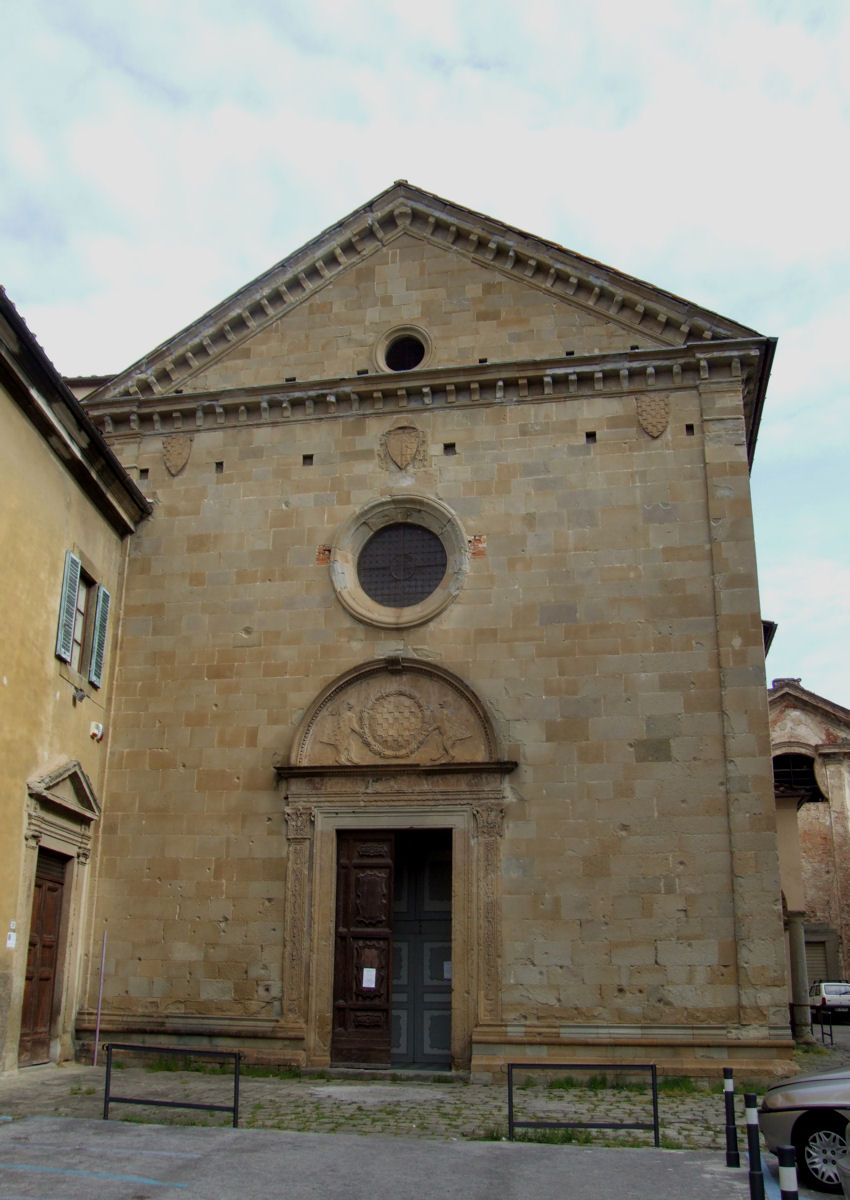
Pistoia, chiesa della Madonna delle Grazie

## Biografia
Ventura Vitoni nacque a Pistoia  il 20 agosto 1442, figlio di Andrea di Vita Vitoni, originario di Lamporecchio. 
Nei suoi anni giovanili esercitò l'arte del falegname, per poi iniziare la sua carriera come maestro di tarsie. Diventò infine architetto, svolgendo la sua attività quasi esclusivamente in Pistoia.
Sono documentati numerosi viaggi di Vitoni a Firenze, dove trasse ispirazione per il proprio lavoro studiando i monumenti di Brunelleschi. Giorgio Vasari, ne "Le vite", parla di un suo soggiorno a Roma, dove si sarebbe recato per studiare le opere dei grandi maestri, secondo una consuetudine tipica del Rinascimento. Sempre Vasari riferisce che a Roma Vitoni avrebbe collaborato con il celebre architetto Bramante da Urbino, il quale lo "adoperò nelle opere sue".
Rientrato a Pistoia divenne uno dei più famosi e richiesti architetti dell'epoca rinascimentale in ambito cittadino. Numerose sono le opere pistoiesi progettate o eseguite dal Vitoni tra la fine del XV secolo e i primi anni del XVI.

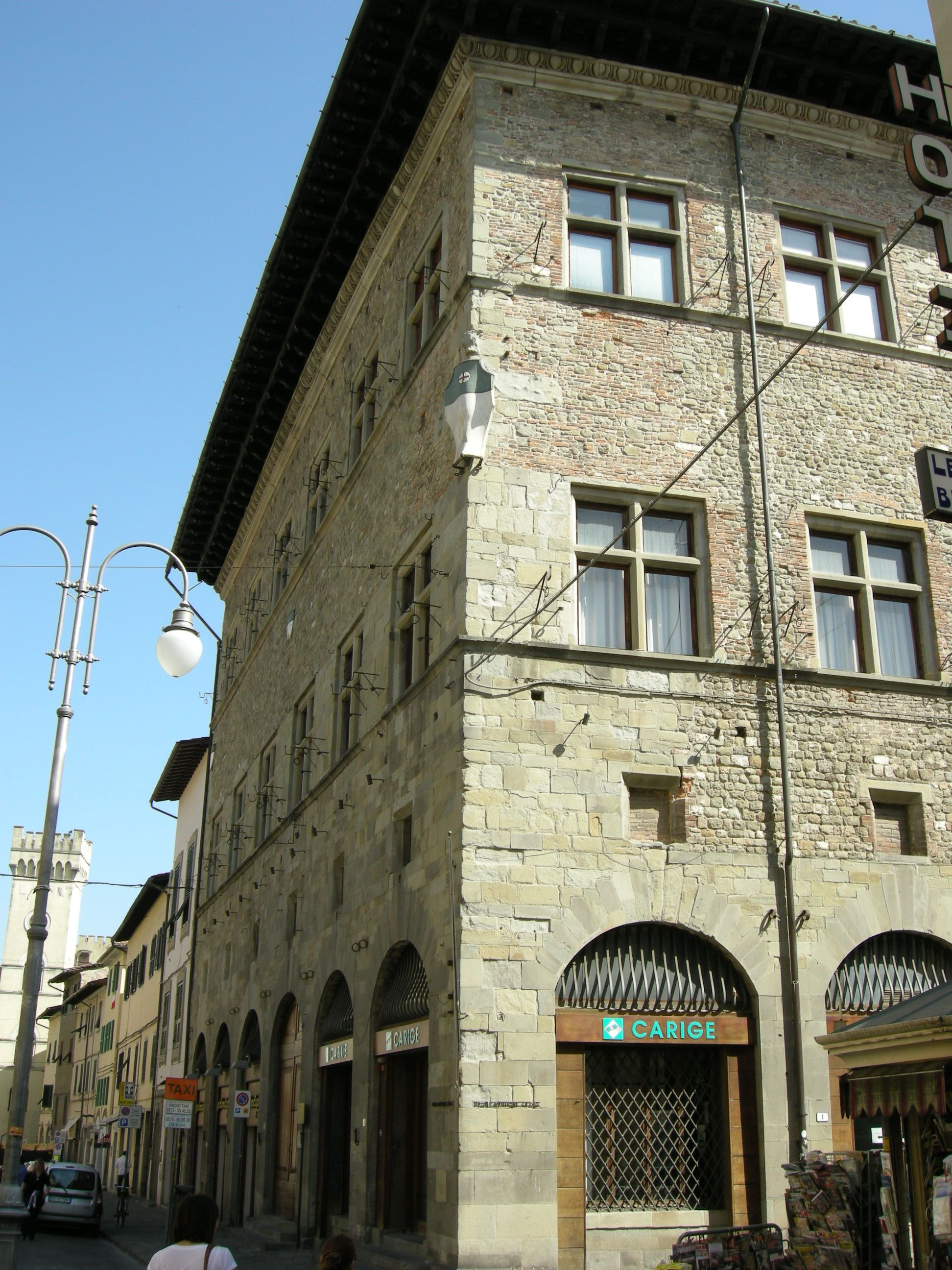
Pistoia, palazzo Panciatichi

Tra gli anni 1473 e 1486, per volere della badessa Suor Lisa Baldovinetti, lavorò al Convento di S. Giovanni Battista, dandogli un'impostazione rinascimentale simile a quella di molti conventi fiorentini. Nel 1494 ebbe anche l'incarico di costruire la chiesa del Convento, completata nel 1513, come indica un'iscrizione nella cupola.
Negli stessi anni lavorò alla costruzione della chiesa di  Santa Maria delle Grazie, detta anche del Letto, annessa all'ospedale del Ceppo, notevole per l'elegante cupola sorretta da un ordine di quattro colonne.
Più semplice, ma comunque ideata con lo stesso criterio architettonico, si presenta  un'altra opera di Vitoni, la chiesa di S. Chiara (1488-1499), con il relativo chiostro, ora trasformata in atrio del Seminario vescovile di Pistoia. Alcuni motivi di Santa Maria delle Grazie si ripetono invece nell'oratorio delle Crocifissine, terminato da Vitoni nel 1498.
Altri suoi interventi furono l'ampliamento del Palazzo Panciatichi, che fu trasformato da fortilizio medievale quale era nell'elegante edificio rinascimentale che è ancora oggi, e le integrazioni per abbellire il Palazzo Comunale.
Ma il nome di Vitoni è legato soprattutto all'edificio simbolo del Rinascimento pistoiese, la Chiesa della Madonna dell'Umiltà, che rappresenta senza dubbio il suo capolavoro. Fra i vari progetti proposti, compreso uno dello stesso Vitoni, fu scelto quello di Giuliano da Sangallo, progetto al quale potrebbe avere collaborato anche l'architetto pistoiese. I lavori di costruzione furono poi affidati proprio a Vitoni, che realizzò l'atrio e il coro (1494-1495) ed eresse il corpo centrale ottagonale fino al secondo piano (tra il 1506 e il 1522). La costruzione si interruppe a quel punto a causa della morte dell'architetto, per essere ripresa e terminata solo molti anni dopo.
Ventura Vitoni morì infatti a Pistoia nel 1522 (non se ne conosce il giorno) e fu sepolto nella chiesa di San Paolo.